# Argina pylotes
Argina pylotes là một loài bướm đêm thuộc phân họ Arctiinae, họ Erebidae.